# Лауреати Державної премії України в галузі науки і техніки (1992)
Державна премія України в галузі науки і техніки — лауреати 1992 року.
На підставі подання Комітету з Державних премій України в галузі науки і техніки Президент України Леонід Кравчук видав Указ № 661/92 від 12 грудня 1992 року «Про присудження Державних премій України в галузі науки і техніки 1992 року».

## Лауреати Державної премії України в галузі науки і техніки 1992 року
| Премійована робота | Лауреати                             | Коротко про лауреата |
| --- | ------------------------------------ | --- |
| За створення, розробку технології та вивчення клінічної ефективності препаратів «Уролесан» і «Цитринол», виготовлених на рослинній основі                                    | Мамчур Франц Іванович                | кандидат медичних наук, професор Івано-Франківського медичного інституту |
| За створення, розробку технології та вивчення клінічної ефективності препаратів «Уролесан» і «Цитринол», виготовлених на рослинній основі                                    | Нейко Євген Михайлович               | доктор медичних наук, ректор Івано-Франківського медичного інституту |
| За працю «Створення грибних мікробіологічних засобів захисту рослин від шкідників і хвороб. Розробка технології їх виробництва та застосування»                              | Мудрик Зінаїда Макарівна             | завідувачці лабораторії тепличного радгоспу «Київська овочева фабрика» |
| За працю «Створення грибних мікробіологічних засобів захисту рослин від шкідників і хвороб. Розробка технології їх виробництва та застосування»                              | Гораль Віктор Мартинович             | кандидат біологічних наук, провідний науковий співробітник Українського науково-дослідного інституту захисту рослин                                                                |
| За працю «Створення грибних мікробіологічних засобів захисту рослин від шкідників і хвороб. Розробка технології їх виробництва та застосування»                              | Лаппа Ніна Володимирівна             | кандидат біологічних наук, завідувачці відділу Українського науково-дослідного інституту захисту рослин                                                                            |
| За працю «Створення грибних мікробіологічних засобів захисту рослин від шкідників і хвороб. Розробка технології їх виробництва та застосування»                              | Лісовий Михайло Павлович             | академік Української академії аграрних наук, директор Українського науково-дослідного інституту захисту рослин                                                                     |
| За відкриття принципово нового об'єкта пошуків родовищ нафти і газу як джерела розширення паливно-енергетичної бази України                                                  | Павленко Петро Тимофійович           | начальник відділу державного геологічного підприємства «Полтаванафтогазгеологія»                                                                                                   |
| За відкриття принципово нового об'єкта пошуків родовищ нафти і газу як джерела розширення паливно-енергетичної бази України                                                  | Пономаренко Михайло Іванович         | головний геолог Охтирського управління бурових робіт виробничого об'єднання «Укрнафта»                                                                                             |
| За відкриття принципово нового об'єкта пошуків родовищ нафти і газу як джерела розширення паливно-енергетичної бази України                                                  | Крот Володимир Васильович            | начальник головного управління Державного комітету України по геології і використанню надр                                                                                         |
| За відкриття принципово нового об'єкта пошуків родовищ нафти і газу як джерела розширення паливно-енергетичної бази України                                                  | Забелло Галина Дмитрівна             | колишній начальник відділу державного геофізичного підприємства «Укргеофізика» |
| За відкриття принципово нового об'єкта пошуків родовищ нафти і газу як джерела розширення паливно-енергетичної бази України                                                  | Дворянин Євген Степанович            | головний геолог державного геофізичного підприємства «Укргеофізика» |
| За відкриття принципово нового об'єкта пошуків родовищ нафти і газу як джерела розширення паливно-енергетичної бази України                                                  | Клочко Віктор Петрович               | кандидат геолого-мінералогічних наук, провідний науковий співробітник Інституту геологічних наук АН України                                                                        |
| За відкриття принципово нового об'єкта пошуків родовищ нафти і газу як джерела розширення паливно-енергетичної бази України                                                  | Краюшкін Владілен Олексійович        | доктор геолого-мінералогічних наук, завідувач відділу Інституту геологічних наук АН України                                                                                        |
| За відкриття принципово нового об'єкта пошуків родовищ нафти і газу як джерела розширення паливно-енергетичної бази України                                                  | Чебаненко Іван Ілліч                 | академік Академії наук України, завідувач відділу Інституту геологічних наук АН України                                                                                            |
| За працю «Лікарські рослини: енциклопедичний довідник» /К.. УРЕ. 1989/ | Ісайкіна Олександра Петрівна         | кандидат біологічних наук, провідний науковий співробітник Центрального ботанічного саду імені М. М. Гришка АН України                                                             |
| За працю «Лікарські рослини: енциклопедичний довідник» /К.. УРЕ. 1989/ | Макарчук Ніна Михайлівна             | кандидат медичних наук, завідувачці лабораторії Центрального ботанічного саду імені М. М. Гришка АН України                                                                        |
| За працю «Лікарські рослини: енциклопедичний довідник» /К.. УРЕ. 1989/ | Лебеда Андрій Пилипович              | кандидат сільськогосподарських наук, заступник директора Центрального ботанічного саду імені М. М. Гришка АН України                                                               |
| За працю «Лікарські рослини: енциклопедичний довідник» /К.. УРЕ. 1989/ | Гродзінський Андрій Михайлович       | академік Академії наук України /посмертно/ |
| За працю «Лікарські рослини: енциклопедичний довідник» /К.. УРЕ. 1989/ | Кривенко Валерія Всеволодівна        | кандидат медичних наук, завідувачці лабораторії Інституту експериментальної патології, онкології і радіобіології імені Р. Є. Кавецького АН України                                 |
| За працю «Лікарські рослини: енциклопедичний довідник» /К.. УРЕ. 1989/ | Осетров Володимир Давидович          | кандидат біологічних наук, науковий співробітник Центрального ботанічного саду імені М. М. Гришка АН України                                                                       |
| За працю «Лікарські рослини: енциклопедичний довідник» /К.. УРЕ. 1989/ | Собко Володимир Гаврилович           | кандидат біологічних наук, старший науковий співробітник Центрального ботанічного саду імені М. М. Гришка АН України                                                               |
| За працю «Лікарські рослини: енциклопедичний довідник» /К.. УРЕ. 1989/ | Джуренко Надія Іванівна              | кандидат біологічних наук, старший науковий співробітник Центрального ботанічного саду імені М. М. Гришка АН України                                                               |
| За створення органічних люмінофорів і люмінесцентних матеріалів, організацій їх виробництва в Україні та впровадження у різні галузі народного господарства, науки і техніки | Переяслова Дія Георгіївна            | доктор технічних наук /посмертно/ |
| За створення органічних люмінофорів і люмінесцентних матеріалів, організацій їх виробництва в Україні та впровадження у різні галузі народного господарства, науки і техніки | Сердечна Тамара Андріївна            | начальник цеху Рубіжанського виробничого об'єднання «Краситель» |
| За створення органічних люмінофорів і люмінесцентних матеріалів, організацій їх виробництва в Україні та впровадження у різні галузі народного господарства, науки і техніки | Колодяжний Валерій Іванович          | генеральний директор Рубіжанського виробничого об'єднання «Краситель» |
| За створення органічних люмінофорів і люмінесцентних матеріалів, організацій їх виробництва в Україні та впровадження у різні галузі народного господарства, науки і техніки | Ягупольський Лев Мусійович           | доктор хімічних наук, головний науковий співробітник Інституту органічної хімії АН України                                                                                         |
| За створення органічних люмінофорів і люмінесцентних матеріалів, організацій їх виробництва в Україні та впровадження у різні галузі народного господарства, науки і техніки | Шершуков Віктор Михайлович           | кандидат хімічних наук, начальник лабораторії Інституту монокристалів АН України                                                                                                   |
| За створення органічних люмінофорів і люмінесцентних матеріалів, організацій їх виробництва в Україні та впровадження у різні галузі народного господарства, науки і техніки | Красовицький Борис Мордухович        | доктор хімічних наук, головний науковий співробітник Інституту монокристалів АН України                                                                                            |
| За створення органічних люмінофорів і люмінесцентних матеріалів, організацій їх виробництва в Україні та впровадження у різні галузі народного господарства, науки і техніки | Малкес Леонід Якович                 | доктор технічних наук, начальник сектора Інституту монокристалів АН України |
| За створення органічних люмінофорів і люмінесцентних матеріалів, організацій їх виробництва в Україні та впровадження у різні галузі народного господарства, науки і техніки | Семиноженко Володимир Петрович       | член-кореспондент Академії наук України, директор Інституту монокристалів АН України                                                                                               |
| За працю «Плазмохімічні процеси: фізико-хімічні основи, технологія, застосування»                                                                                            | Цибульов Павло Миколайович           | кандидат технічних наук, провідний науковий співробітник Інституту загальної та неорганічної хімії АН України                                                                      |
| За працю «Плазмохімічні процеси: фізико-хімічні основи, технологія, застосування»                                                                                            | Юхімчук Станіслав Олексійович        | доктор технічних наук, завідувач кафедри Запорізького машинобудівного інституту |
| За працю «Плазмохімічні процеси: фізико-хімічні основи, технологія, застосування»                                                                                            | Верещак Віктор Григорович            | кандидат технічних наук, провідний науковий співробітник Дніпропетровського хіміко-технологічного інституту                                                                        |
| За працю «Плазмохімічні процеси: фізико-хімічні основи, технологія, застосування»                                                                                            | Сорока Петро Гнатович                | доктор технічних наук, завідувач кафедри Дніпропетровського хіміко-технологічного інституту                                                                                        |
| За працю «Плазмохімічні процеси: фізико-хімічні основи, технологія, застосування»                                                                                            | Ткачук Борис Васильович              | доктор хімічних наук, начальник науково-виробничого комплексу науково-дослідного інституту «Сатурн»                                                                                |
| За цикл праць «Флуктуації і нелінійна взаємодія хвиль в плазмі» | Ситенко Олексій Григорович           | академік Академії наук України, директор Інституту теоретичної фізики АН України                                                                                                   |
| За цикл праць «Дослідження по цілих та мероморфних функціях» | Гольдберг Анатолій Асірович          | доктор фізико-математичних наук, професор Львівського державного університету імені І. Я. Франка                                                                                   |
| За цикл праць «Дослідження по цілих та мероморфних функціях» | Лєвін Борис Якович                   | доктор фізико-математичних наук, провідний науковий співробітник Фізико-технічного інституту низьких температур АН України                                                         |
| За цикл праць «Дослідження по цілих та мероморфних функціях» | Островський Йосип Володимирович      | член-кореспондент Академії наук України, завідувач відділу Фізико-технічного інституту низьких температур АН України                                                               |
| За підручники у чотирьох книгах «Теоретична механіка» /К., «Радянська школа», 1957 — кн. І; К., «Вища школа», 1972-кн. П; 1989 — кн. Ш; 1990 — кн. ІУ/                       | Кільчевський Микола Олександрович    | академік Академії наук України /посмертно/. |
| За підручники у чотирьох книгах «Теоретична механіка» /К., «Радянська школа», 1957 — кн. І; К., «Вища школа», 1972-кн. П; 1989 — кн. Ш; 1990 — кн. ІУ/                       | Акінфієва Людмила Юріївна            | кандидат фізико-математичних наук, професор Київського політехнічного інституту |
| За підручники у чотирьох книгах «Теоретична механіка» /К., «Радянська школа», 1957 — кн. І; К., «Вища школа», 1972-кн. П; 1989 — кн. Ш; 1990 — кн. ІУ/                       | Бойчук Остап Пилипович               | доктор фізико-математичних наук, завідувач кафедри Київського політехнічного інституту                                                                                             |
| За підручники у чотирьох книгах «Теоретична механіка» /К., «Радянська школа», 1957 — кн. І; К., «Вища школа», 1972-кн. П; 1989 — кн. Ш; 1990 — кн. ІУ/                       | Павловський Михайло Антонович        | доктор технічних наук, завідувач кафедри Київського політехнічного інституту |
| За підручник «Биофизика» /К., «Вища школа», 1988/ | Сидорик Євгеній Петрович             | доктор медичних наук, завідувач відділу Інституту експериментальної патології, онкології і радіобіології імені Р. Є. Кавецького АН України                                         |
| За підручник «Биофизика» /К., «Вища школа», 1988/ | Зима Валентин Леонідович             | доктор біологічних наук, професор Київського університету імені Тараса Шевченка |
| За підручник «Биофизика» /К., «Вища школа», 1988/ | Шуба Михайло Федорович               | академік Академії наук України, завідувач кафедри Київського університету імені Тараса Шевченка                                                                                    |
| За підручник «Биофизика» /К., «Вища школа», 1988/ | Гродзінський Андрій Михайлович       | академік Академії наук України, завідувач відділу Інституту клітинної біології та генетичної інженерії АН України                                                                  |
| За підручник «Биофизика» /К., «Вища школа», 1988/ | Магура Ігор Сільвестрович            | доктор біологічних наук, провідний науковий співробітник Інституту фізіології імені 0.0.Богомольця АН України                                                                      |
| За підручник «Биофизика» /К., «Вища школа», 1988/ | Костюк Платон Григорович             | академікові, директор Інституту фізіології імені 0.0.Богомольця АН України |
| За селекцій та впровадження нових сортів черешні у виробництво | Оратовський Михайло Тимофійович      | кандидат сільськогосподарських наук /посмертно/ |
| За селекцій та впровадження нових сортів черешні у виробництво | Мамаєв Іван Гнатович                 | кандидат сільськогосподарських наук, директор дослідного господарства «Мелітопольське» Українського науково-дослідного інституту зрошуваного садівництва                           |
| За селекцій та впровадження нових сортів черешні у виробництво | Туровцев Микола Іванович             | доктор сільськогосподарських наук, завідувач відділу Українського науково-дослідного інституту зрошуваного садівництва                                                             |
| За розробку та впровадження екологічно чистих потокових технологій прискореного виробництва харчових напоїв на основі використання нових препаратів діоксиду кремнію         | Миронюк Іван Федорович               | кандидат технічних наук, провідний науковий співробітник Інституту хімії поверхні АН України                                                                                       |
| За розробку та впровадження екологічно чистих потокових технологій прискореного виробництва харчових напоїв на основі використання нових препаратів діоксиду кремнію         | Біляков Валерій Сергійович           | директор Сиваського дослідно-експериментального заводу міжгалузевого науково-технічного комплексу Інституту хімії поверхні АН України                                              |
| За розробку та впровадження екологічно чистих потокових технологій прискореного виробництва харчових напоїв на основі використання нових препаратів діоксиду кремнію         | Хома Михайло Іванович                | кандидат технічних наук, директор Калуського дослідного виробництва міжгалузевого науково-технічного комплексу Інституту хімії поверхні АН України                                 |
| За розробку та впровадження екологічно чистих потокових технологій прискореного виробництва харчових напоїв на основі використання нових препаратів діоксиду кремнію         | Сушко Роман Васильович               | кандидат хімічних наук, гол Калуської міської Ради народних депутатів |
| За розробку та впровадження екологічно чистих потокових технологій прискореного виробництва харчових напоїв на основі використання нових препаратів діоксиду кремнію         | Луканін Олександр Сергійович         | кандидат технічних наук, провідний науковий співробітник Інституту винограду і вина «Магарач»                                                                                      |
| За розробку та впровадження екологічно чистих потокових технологій прискореного виробництва харчових напоїв на основі використання нових препаратів діоксиду кремнію         | Валуйко Герман Георгійович           | доктор технічних наук, заступник директора Інституту винограду і вина «Магарач» |
| За розробку та впровадження екологічно чистих потокових технологій прискореного виробництва харчових напоїв на основі використання нових препаратів діоксиду кремнію         | Загоруйко Віктор Опанасович          | доктор технічних наук, завідувач відділу Інституту винограду і вина «Магарач» |
| За розробку та впровадження екологічно чистих потокових технологій прискореного виробництва харчових напоїв на основі використання нових препаратів діоксиду кремнію         | Зінченко Василь Іванович             | доктор технічних наук, головний науковий співробітник Інституту винограду і вина «Магарач»                                                                                         |
| За цикл праць «Структура та властивості метастабільних аморфних і мікрокристалічних сплавів, одержаних надшвидким охолодженням розплаву, та їх використання у техніці»       | Бакай Олександр Степанович           | доктор фізико-математичних наук, начальник відділу Харківського фізико-технічного інституту                                                                                        |
| За цикл праць «Структура та властивості метастабільних аморфних і мікрокристалічних сплавів, одержаних надшвидким охолодженням розплаву, та їх використання у техніці»       | Мірошниченко Іван Степанович         | доктор технічних наук, професор Дніпропетровського державного університету |
| За цикл праць «Структура та властивості метастабільних аморфних і мікрокристалічних сплавів, одержаних надшвидким охолодженням розплаву, та їх використання у техніці»       | Брехара Григорій Павлович            | доктор фізико-математичних наук, завідувач кафедри Дніпропетровського державного університету                                                                                      |
| За цикл праць «Структура та властивості метастабільних аморфних і мікрокристалічних сплавів, одержаних надшвидким охолодженням розплаву, та їх використання у техніці»       | Романова Олександра Василівна        | доктор фізико-математичних наук, головний науковий співробітник Інституту металофізики АН України                                                                                  |
| За цикл праць «Структура та властивості метастабільних аморфних і мікрокристалічних сплавів, одержаних надшвидким охолодженням розплаву, та їх використання у техніці»       | Маслов Валерій Вікторович            | доктор фізико-математичних наук, завідувач відділу Інституту металофізики АН України                                                                                               |
| За цикл праць «Структура та властивості метастабільних аморфних і мікрокристалічних сплавів, одержаних надшвидким охолодженням розплаву, та їх використання у техніці»       | Шпак Анатолій Петрович               | доктор фізико-математичних наук, завідувач лабораторії Інституту металофізики АН України                                                                                           |
| За цикл праць «Структура та властивості метастабільних аморфних і мікрокристалічних сплавів, одержаних надшвидким охолодженням розплаву, та їх використання у техніці»       | Немошкаленко Володимир Володимирович | академік Академії наук України, директор Інституту металофізики АН України |
| За розробку наукових основ газодинамічного удосконалення та створення високоекономічних і надійних проточних частин парових турбін потужністю 200—1000 МВт                   | Гнєсін Віталій Ісайович              | доктор технічних наук, завідувач відділу Інституту проблем машинобудування АН Україна                                                                                              |
| За розробку наукових основ газодинамічного удосконалення та створення високоекономічних і надійних проточних частин парових турбін потужністю 200—1000 МВт                   | Гаркуша Анатолій Вікторович          | доктор технічних наук, професор Харківського політехнічного інституту |
| За розробку наукових основ газодинамічного удосконалення та створення високоекономічних і надійних проточних частин парових турбін потужністю 200—1000 МВт                   | Бойко Анатолій Володимирович         | доктор технічних наук, професор Харківського політехнічного інституту |
| За розробку наукових основ газодинамічного удосконалення та створення високоекономічних і надійних проточних частин парових турбін потужністю 200—1000 МВт                   | Бабаджанян Микола Артемович          | заступник головного конструктора науково-виробничого об'єднання атомного турбобудування «Харківський турбінний завод»                                                              |
| За розробку наукових основ газодинамічного удосконалення та створення високоекономічних і надійних проточних частин парових турбін потужністю 200—1000 МВт                   | Піастро Анатолій Михайлович          | заступник головного технолога науково-виробничого об'єднання атомного турбобудування «Харківський турбінний завод»                                                                 |
| За розробку наукових основ газодинамічного удосконалення та створення високоекономічних і надійних проточних частин парових турбін потужністю 200—1000 МВт                   | Аркадьєв Борис Абрамович             | доктор технічних наук, заступник начальника відділу науково-виробничого об'єднання атомного турбобудування «Харківський турбінний завод»                                           |
| За розробку наукових основ газодинамічного удосконалення та створення високоекономічних і надійних проточних частин парових турбін потужністю 200—1000 МВт                   | Галацан Віктор Миколайович           | кандидат технічних наук, начальник відділу науково-виробничого об'єднання атомного турбобудування «Харківський турбінний завод»                                                    |
| За розробку наукових основ газодинамічного удосконалення та створення високоекономічних і надійних проточних частин парових турбін потужністю 200—1000 МВт                   | Вірченко Михайло Антонович           | кандидат технічних наук, головний інженер науково-виробничого об'єднання атомного турбобудування «Харківський турбінний завод»                                                     |
| За розробку та впровадження у виробництво комплексу машин для механізації збирання кормових коренеплодів                                                                     | Кравчук Володимир Іванович           | гол правління колективного сільськогосподарського підприємства «Вільнотарасівське» Білоцерківського району Київської області                                                       |
| За розробку та впровадження у виробництво комплексу машин для механізації збирання кормових коренеплодів                                                                     | Соловей Володимир Іванович           | начальник відділу Міністерства економіки України |
| За розробку та впровадження у виробництво комплексу машин для механізації збирання кормових коренеплодів                                                                     | Чернявський Спиридон Васильович      | начальник відділу колективного /народного/ виробничого підприємства «Дніпропетровський комбайновий завод»                                                                          |
| За розробку та впровадження у виробництво комплексу машин для механізації збирання кормових коренеплодів                                                                     | Кожушко Дмитро Ігнатович             | начальник відділу колективного /народного/ виробничого підприємства «Дніпропетровський комбайновий завод»                                                                          |
| За розробку та впровадження у виробництво комплексу машин для механізації збирання кормових коренеплодів                                                                     | Кузьмінов Вадим Георгійович          | генеральний конструктор колективного /народного/ виробничого підприємства «Дніпропетровський комбайновий завод»                                                                    |
| За розробку та впровадження у виробництво комплексу машин для механізації збирання кормових коренеплодів                                                                     | Тарасенко Степан Семенович           | головний інженер колективного/народного/ виробничого підприємства «Дніпропетровський комбайновий завод»                                                                            |
| За розробку та впровадження у виробництво комплексу машин для механізації збирання кормових коренеплодів                                                                     | Покуса Олексій Олександрович         | генеральний директор колективного /народного/ виробничого підприємства «Дніпропетровський комбайновий завод»                                                                       |
| За розробку та впровадження у виробництво комплексу машин для механізації збирання кормових коренеплодів                                                                     | Погорілий Леонід Володимирович       | академік Української "академії аграрних наук, директор Українського державного центру по випробуванню та прогнозуванню техніки і технологій для сільськогосподарського виробництва |
| За цикл праць «Створення наукових основ та методів кріоконсервування клітинних суспензій і їх застосування у медицині»                                                       | Лаврик Семен Семенович               | член-кореспондент Академії наук України /посмертно/ |
| За цикл праць «Створення наукових основ та методів кріоконсервування клітинних суспензій і їх застосування у медицині»                                                       | Когут Георгій Іванович               | доктор медичних наук, завідувач лабораторії Київського науково-дослідного інституту гематології та переливання крові                                                               |
| За цикл праць «Створення наукових основ та методів кріоконсервування клітинних суспензій і їх застосування у медицині»                                                       | Лобинцева Галина Степанівна          | кандидат біологічних наук, старший науковий співробітник Інституту проблем кріобіології і кріомедицини АН України                                                                  |
| За цикл праць «Створення наукових основ та методів кріоконсервування клітинних суспензій і їх застосування у медицині»                                                       | Воротілін Олексій Михайлович         | доктор біологічних наук, провідний науковий співробітник Інституту проблем кріобіології і кріомедицини АН України                                                                  |
| За цикл праць «Створення наукових основ та методів кріоконсервування клітинних суспензій і їх застосування у медицині»                                                       | Гольцев Анатолій Миколайович         | доктор медичних наук, завідувач лабораторії Інституту проблем кріобіології і кріомедицини АН України                                                                               |
| За цикл праць «Створення наукових основ та методів кріоконсервування клітинних суспензій і їх застосування у медицині»                                                       | Моісеєв Віктор Олексійович           | доктор біологічних наук, завідувач відділу Інституту проблем кріобіології і кріомедицини АН України                                                                                |
| За цикл праць «Створення наукових основ та методів кріоконсервування клітинних суспензій і їх застосування у медицині»                                                       | Луговий Володимир Йосипович          | доктор біологічних наук, завідувач відділу Інституту проблем кріобіології і кріомедицини АН України                                                                                |
| За цикл праць «Створення наукових основ та методів кріоконсервування клітинних суспензій і їх застосування у медицині»                                                       | Білоус Аполлон Максимович            | член-кореспондент Академії наук України, завідувач відділу Інституту проблем кріобіології і кріомедицини АН України                                                                |